# Женские исследования
Же́нские иссле́дования (англ. women’s studies, также феминоло́гия) — научная дисциплина, занимающаяся изучением статуса и положения женщин на мировом уровне, в конкретном обществе или культуре в определённый исторический период. В данном направлении научной деятельности женский жизненный опыт рассматривается в системе социальной и культурной действительности.
В женских исследованиях выделяется четыре этапа:
- Конец 1960-х — 1970-е годы, в течение которого был визуализирован женский опыт, женский подход к анализу фактов, процессов и явлений. Использование нового женского подхода показало, что традиционные социальные и гуманитарные дисциплины были «гендерно-слепыми», не принимали во внимание опыт женщин и отражали мужские предубеждения. Данный этап характеризовался усилиями по созданию новой академической области. В 1977 году в США была основана Национальная ассоциация женских исследований, что способствовало распространению новых образовательных программ. Ассоциация издавала журнал «NWSA Journal» (в настоящее время — «Feminist Formations»), организовывала ежегодные конференции, занималась мониторингом программ и рассылкой информации высшим учебным заведениям.
- Начало 1980-х годов — этап пересмотра традиционных знаний и образовательных курсов. В это время был поднят вопрос о новых областях знаний (природе патриархата, частной жизни, насилии и др.). В фокус исследовательниц попали такие вопросы, как, например, влияние мужских привилегий при продуцировании научного знания учёными-мужчинами. В данный период женские исследования начали интегрироваться в курсы университетов США, развивались гендерно-сбалансированные учебные планы. Были учреждены журналы в области женских исследований, в число которых входили Feminist Studies[англ.], Signs[англ.], Sex Roles[англ.], Women’s Studies Newsletter[англ.] и другие. Начали издаваться хрестоматии и антологии по женским исследованиям.
- Середина 1980-х годов — фокус на изучении различий и неравенства между самими женщинами (расовых, этнических, классовых и др.), развитие идеи об отсутствии единого женского опыта и отрицание эссенциализма в феминистской мысли. В данный период в женских исследованиях был подвержен критике гетеросексизм, а также концептуализированы множественные идентичности женщин.
- 1990-е годы — этап развития глобальной инфраструктуры и повышения внимания к интернациональным проблемам женщин. В связи с появлением всё большего количество публикаций в постколониальных государствах, современные программы женских исследований акцентируются на политических вопросах, проблемах милитаризма, репродуктивных правах и вопросах социально-экономического развития[3].